# Бенчмаркинг
Бенчмарк је референтна тачка или стандард успешности по коме се сви слични или субсеквентни оцењују и пореде.